# Мацеевский, Мечислав Михайлович
Мечислав (Вячеслав) Михайлович Мацеевский — командир 80-го лейб-пехотного Кабардинского генерал-фельдмаршала князя Барятинского, ныне Его Величества полка (с 09.09.1916 — после 04.03.1917), участник Первой мировой войны, полковник.

## Биография
На 1901 год — младший офицер 14-й роты 4-го батальона 55-го пехотного Подольского полка, дислоцированного в г. Херсон, в звании подпоручик
На 1 января 1909 года проходил службу в звании штабс-капитан в том же 55-м пехотном Подольском полку. Участник Первой мировой войны в рядах того же полка.
Командовал ротой и батальоном. Произведен в подполковники за боевые отличия.
11 сентября 1914 года произведен в полковники. На 1 августа 1916 года, в том же чине и полку (до 09.09.1916).
С 9 сентября 1916 года получил в командование 80-й пехотный Кабардинский полк (на 4 марта 1917 года в должности).
Награды:
- Георгиевское оружие (10 ноября 1915 года)
- Благоволение Высочайшее (2 июня 1916 года)
- Орден Святого Георгия 4-й степени (4 марта 1917 года)